# Vers lliure
Un vers lliure és un vers no sotmès a cap estructura regular, rítmica o mètrica, en la composició literària. És l'absència de qualsevol tipus de regularitat el que determina que el vers sigui lliure. Alguns autors solen denominar-lo versicle.
El vers lliure es caracteritza per ser el vers que no té rima.